# Pajubá (álbum)
Pajubá é o álbum de estreia da cantora, compositora e atriz brasileira Linn da Quebrada. Foi lançado no dia 06 de outubro de 2017 de forma independente, contando com distribuição em CD pelo selo Sentidos Produções e em vinil pelo selo independete Fatiado Discos. O álbum foi produzido pela produtora e DJ BadSista. Conta com participações de Jup do Bairro, Pepita, Liniker e Gloria Groove.

## Antecedentes
Com quatro músicas lançadas: Enviadescer, Talento, Bixa Preta e Mulher, com o sucesso das canções pela crítica e público, Linn entra em turnê Bixayra entre 2016 e 2017. Embora tivesse só quatro músicas lançadas, a turnê havia trazia consigo 12 canções autorais. Para a produção do projeto, Linn lança um crowdfunding para os fãs colaborarem, ultrapassando a meta desejada.

## Produção
Com o projeto do disco sendo realizado, para arcar com os custos da produção, Linn faz um crowdfunding aos fãs colaborarem, arrecadando 49 mil reais para custear o álbum, com recompensas às pessoas que colaboraram. No site onde foi realizada, a artista revela o nome do projeto: Pajubá. Com produções de Badsista, Nelson D, Carlos NuneZ, Vincenzo e Diego Sants, o álbum traz sonoridades, de maneira explícita, como: Funk, Pop, MPB e Trap. Traz participações de sua amiga e cantora Liniker, Jup do Bairro (cantando com Linn em todas as canções), Pepita e a drag queen Gloria Groove. Foi gravado nos estúdios da YB Music em Agosto de 2017. Linn descreve o disco: “Pajubá é linguagem de resistência, construída a partir da inserção de palavras e expressões de origem africanas ocidentais. É usada principalmente por travestis e grande parte da comunidade TLGB. Eu chamo esse álbum de pajubá porque pra mim ele é construção de linguagem. É invenção. É ato de nomear. De dar nome aos boys. É mais uma vez resistência.”.

## Recepção
Cleber Facchi para o site Miojo Indie, dando nota 8.6 ao disco, faz elogios: “Pajubá dialoga de maneira explícita, ainda que de forma particular, com a crescente articulação do Queer Rap, lembrando em alguns aspectos a obra artistas como Mykki Blanco, Le1f e demais representantes da cena norte-americana. Composições divididas entre as pistas (Transudo, Dedo Nocué) e a rima crua (Bomba Pra Caralho, Talento), resultando em uma obra expositiva, forte e necessária, como uma resposta direta da artista à crescente onda de conservadorismo e preconceito declarado que avança pelo país.”.
Lucas Cassoli para Monkeybuzz faz comentários positivos ao álbum, com a nota 8/10: “Pajubá é um marco tão grande quanto a presença de Liniker na Globo. Faz parte da história de luta do grupo LGBT e da visibilidade trans, assim como um capítulo importante na história de Linn Da Quebrada. Um capítulo que nos mostra apenas uma parte de sua força, mas que já é tão grande que nos faz calar a boca quando ouvimos suas fortes palavras. Um disco cru e pontual.”.
Renato Gonçalves em sua crítica a revista Bravo! elogia Linn: "a moralidade não vê posição política e pode estar mais próxima do que supomos. Ainda bem que volta e meia surgem artistas como Sade e Linn da Quebrada.".
Tenho Mais Discos Que Amigos! colocou Pajubá em 9º lugar dos "50 Melhores Discos Nacionais de 2017". O site Miojo Indie colocou Pajubá em 10º lugar dos "50 Melhores Discos Nacionais de 2017".

## Faixas
| Edição padrão  |                                    |                |         |  |
| N.º            | Título                             | Compositor(es) | Duração |  |
| 1.             | "Muito (+) Talento"                |                | 2:58    |  |
| 2.             | "Submissa do 7º Dia"               |                | 3:34    |  |
| 3.             | "Bomba pra Caralho"                |                | 2:11    |  |
| 4.             | "Bixa Travesty"                    |                | 3:38    |  |
| 5.             | "Transudo"                         |                | 3:28    |  |
| 6.             | "Necomancia (feat. Gloria Groove)" |                | 4:06    |  |
| 7.             | "Coytada"                          |                | 2:55    |  |
| 8.             | "Pare Querida"                     |                | 2:56    |  |
| 9.             | "Dedo Nocué (feat. Mulher Pepita)" |                | 4:02    |  |
| 10.            | "Enviadescer"                      |                | 4:06    |  |
| 11.            | "Pirigoza"                         |                | 2:52    |  |
| 12.            | "Tomara"                           |                | 3:07    |  |
| 13.            | "Serei A (feat. Liniker)"          |                | 4:19    |  |
| 14.            | "A Lenda"                          |                | 3:21    |  |
| Duração total: | Duração total:                     | Duração total: | 46:39   |  |